# Переясловка (Амурская область)
Перея́словка — село в Октябрьском районе Амурской области России. Административный центр Переясловского сельсовета.

## География
Село Переясловка стоит в верховьях реки Козловка (правый приток Ивановки, бассейн Зеи).
Дорога к селу Переясловка идёт на северо-запад от районного центра Октябрьского района села Екатеринославка (через посёлок Нагорный и село Урожайное Ромненского района); расстояние — около 25 км.
На запад от села Переясловка дорога идёт к селу Преображеновка.

## Население
| 2002 | 2010 | 2012 | 2013 | 2014 | 2015 | 2016 |
| ---- | ---- | ---- | ---- | ---- | ---- | ---- |
| 210  | ↘112 | ↘106 | ↘99  | ↘90  | ↗91  | ↘78  |
| 2017 | 2018 |      |      |      |      |      |
| ↘68  | ↘57  |      |      |      |      |      |

## Улицы
- ул. Вторая,
- ул. Первая,
- ул. Третья.